# مقاطعة سوفيتسكي (روستوف-نا-دونو)
مقاطعة سوفيتسكي (بالروسية: Советский район) هي وحدة إدارية إقليمية، واحدة من 8 مناطق في مدينة روستوف-نا-دونو. تأسست في عام 1973.

## صور

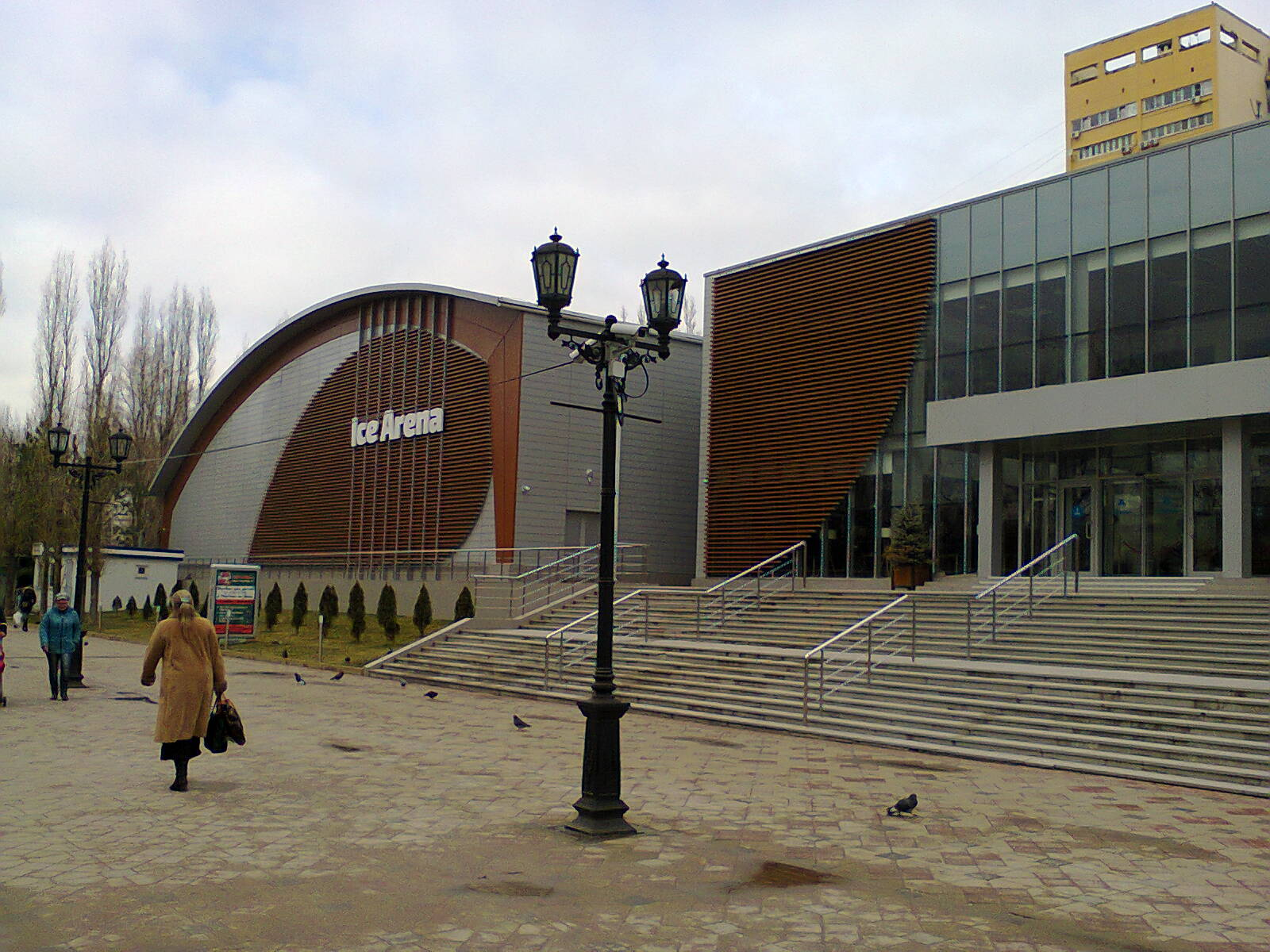
مجمع «Ice Arena»
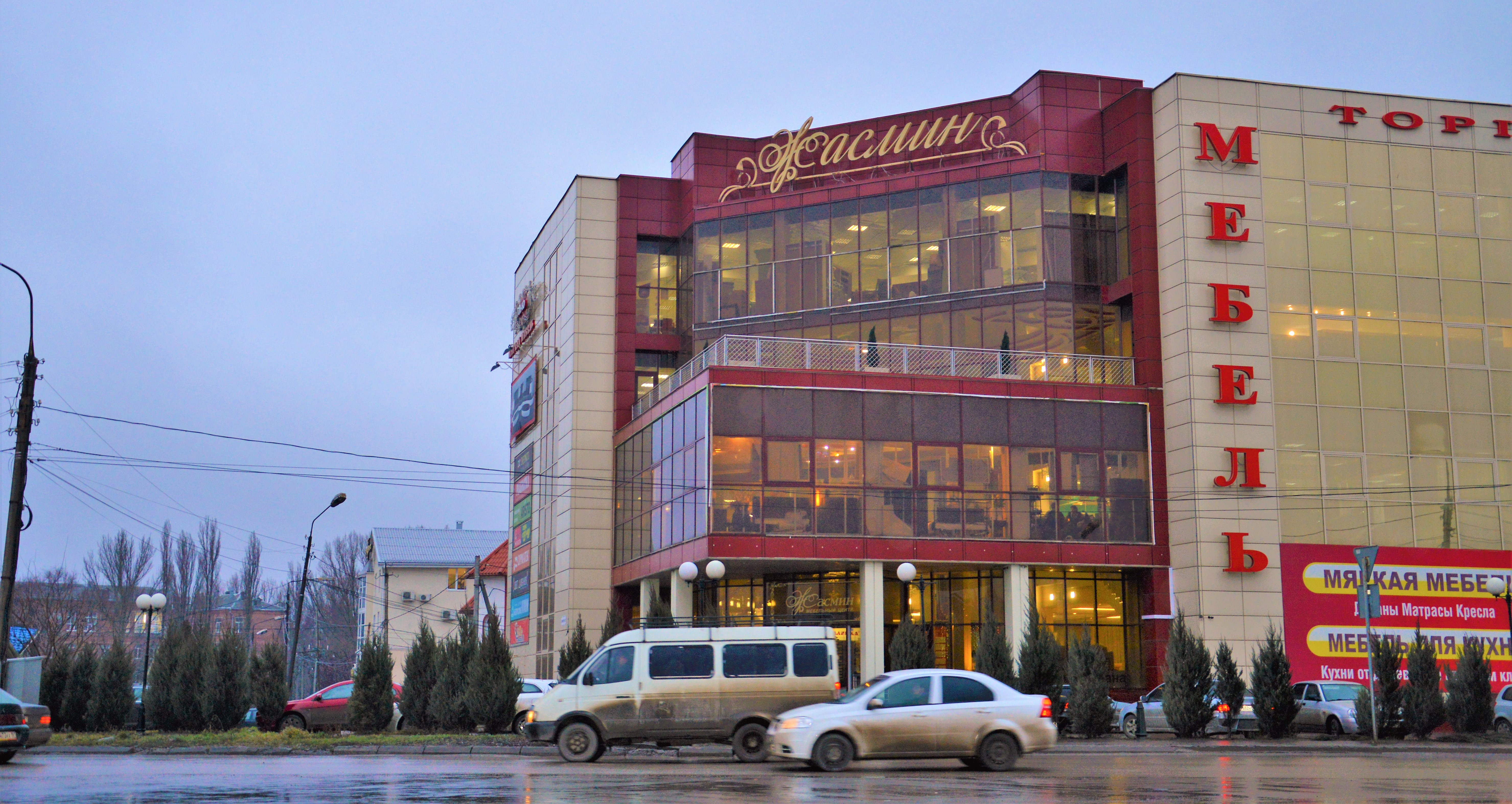
مركز التسوق "ياسمين"
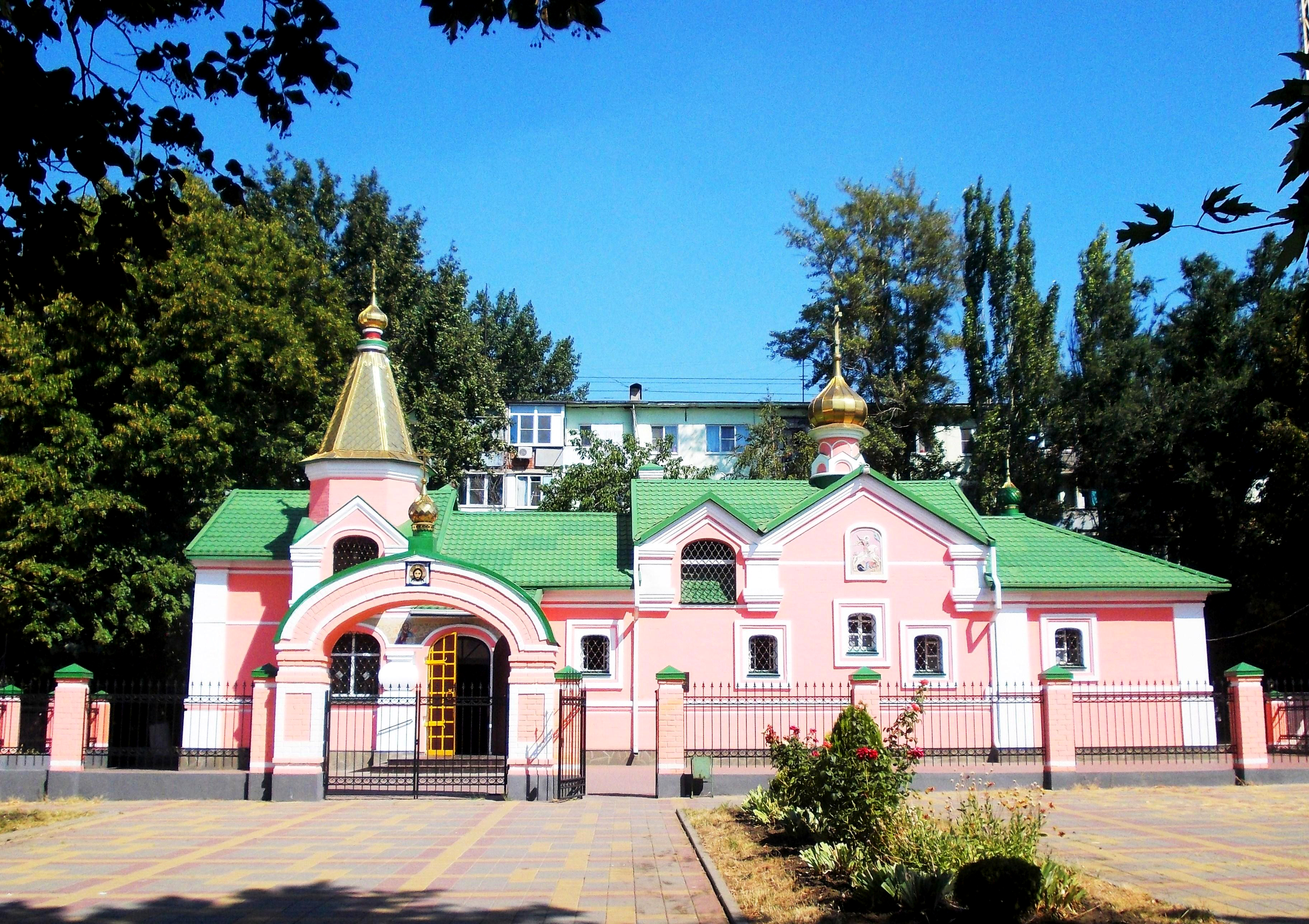
كنيسة القديس جرجس